# Statuette d'une divinité gauloise à l'oreille de cervidé
La statuette d'une divinité gauloise à l'oreille de cervidé est une statuette en bronze datant de la fin du Ier siècle, mise au jour à Amiens. Elle est conservée au musée de Picardie.

## Historique
La statuette d'une divinité gauloise à l'oreille de cervidé a été retrouvé à Amiens dans le quartier d'Henriville, dans une sépulture, en 1845.
On a cru, à l'époque de sa découverte, l’oreille droite étant celle d’un cerf, qu'on avait affaire à une représentation du roi Midas, aux oreilles d’âne. Il est plus vraisemblable qu'il s'agisse, d’une représentation de Cernunnos, dieu gaulois aux bois de cerf, dispensateur de richesses. L'oreille de cerf, symbolise ici l'écoute attentive du dieu aux prières des fidèles. Cette statuette témoigne de la permanence des cultes de la religion gauloise pendant le Ier siècle de notre ère.

## Caractéristiques
Le personnage est sculpté dans une position hiératique caractéristique de nombreuses divinités celtiques. Le jeune homme assis, jambes croisées, vêtu d’une saie (ou sayon), long manteau, agrafé sur l’épaule droite. Il porte également une tunique serrée à la taille par une ceinture. Il est chaussé d'une sorte de sandales dont seules les semelles sont visibles. 
Son visage glabre le fait ressembler à un Apollon classique cependant, ce qui singularise le personnage, c'est son oreille droite  démesurément longue alors qu'à gauche, seul le lobe de l'oreille dépasse de la chevelure bouclée. 
Les attributs du personnage ont disparu. Une statuette semblable conservé au Musée des Beaux-Arts et d'Archéologie de Besançon permet de compléter les manques de la statuette d’Amiens amputée de son avant-bras droit. La divinité devait tenir dans la main droite une grappe de raisin tandis que dans la main gauche conservée manque l’attribut : un serpent devait certainement se dressait entre le poing fermé.
La statuette a été fondue en deux parties :  la tête, le bras gauche et la saie qui couvre les épaules d'une part ; le bras droit, le torse et les jambes, d'autre part.